# Salim Kipsang
Salim Kipsang (22 december 1979) is een Keniaanse langeafstandsloper, die zich in de marathon gespecialiseerd heeft.

## Loopbaan
In 2002 kreeg Kipsang bekendheid door de Grand Prix von Bern over 10 Engelse mijlen te winnen. Twee jaar later schakelde hij over op de marathon en werd hij op de marathon van Amsterdam zevende in 2:12.44.
Zijn grootste succes behaalde Salim Kipsang in 2005. Toen won hij de marathon van Parijs in een persoonlijk record van 2:08.04. Ook won hij op 12 maart 2006 de 20 van Alphen in 58.17.

## Persoonlijke records
Baan
| Onderdeel | Prestatie | Datum            | Plaats         |
| --------- | --------- | ---------------- | -------------- |
| 3000 m    | 7.48,71   | 15 juni 2000     | Helsinki       |
| 5000 m    | 13.29,06  | 20 juli 2002     | Heusden-Zolder |
| 10.000 m  | 27.32,97  | 25 augustus 2000 | Brussel        |

Weg
| Onderdeel      | Prestatie | Datum             | Plaats              |
| -------------- | --------- | ----------------- | ------------------- |
| 10 km          | 28.41     | 11 maart 2007     | Alphen aan den Rijn |
| 15 km          | 42.01     | 11 november 2001  | Nijmegen            |
| 20 km          | 58.17     | 12 maart 2006     | Alphen aan den Rijn |
| halve marathon | 1:01.02   | 29 maart 2003     | Den Haag            |
| 25 km          | 1:15.00   | 27 februari 2011  | Tokio               |
| 30 km          | 1:30.01   | 9 april 2006      | Rotterdam           |
| marathon       | 2:07.29   | 30 september 2007 | Berlijn             |

## Palmares

### 3000 m
- 1999:  The Hague Meeting - 7.58,54
- 2000: 5e Ericsson Grand Prix in Helsinki - 7.48,71

### 5000 m
- 1998:  Domstad Trofee in Utrecht - 13.57,56
- 1999:  Pfingstsportfest in Rehlingen - 13.43,15
- 1999:  Memorial Léon Buyle in Oordegem - 13.34,03
- 2000:  KAAA Energizer Weekend Meeting in Eldoret - 13.48,3

### 10.000 m
- 1998:  WK junioren - 29.36,80
- 1999: 5e Memorial Van Damme - 27.57,16
- 2002:  Josef Odlozil Memorial in Praag - 27.42,04
- 2003:  Keniaanse kamp.in Nairobi - 28.22,5

### 10 km
- 2000:  Royal in Den Haag - 28.27
- 2000:  Lille Métropole International - 29.10
- 2002: 5e Giro Media Blenio in Dongio - 30.05,1
- 2002: 7e Parelloop - 29.21
- 2006:  Stadsloop Appingedam - 28.55,2

### 15 km
- 2000:  Zevenheuvelenloop - 42.56
- 2000: 4e Montferland Run - 44.15
- 2001:  Zevenheuvelenloop - 42.01,0

### 10 Eng. mijl
- 2001:  Telematicaloop - 48.08
- 2002:  Grand Prix von Bern - 47.54,4
- 2003:  Grand Prix von Bern - 46.59,3

### 20 km
- 2004:  20 van Alphen- 58.28
- 2006:  20 van Alphen - 58.17

### halve marathon
- 2001:  halve marathon van Deurne - 1:02.09
- 2002:  City-Pier-City Loop - 1:01.07
- 2003:  City-Pier-City Loop - 1:01.02
- 2005: 5e halve marathon van Parijs - 1:02.52
- 2005: 8e Bredase Singelloop - 1:04.50
- 2006: 5e Greifenseelauf - 1:05.08
- 2009: 6e halve marathon van Lille - 1:01.20

### marathon
- 2004: 17e marathon van Rotterdam - 2:14.54,2
- 2004: 7e marathon van Amsterdam - 2:12.44
- 2005:  marathon van Parijs - 2:08.04
- 2006: 6e marathon van Rotterdam - 2:09.26
- 2007:  marathon van Berlijn - 2:07.29
- 2009:  marathon van Tokio - 2:10.27
- 2010: 9e marathon van Tokio - 2:13.16
- 2011: 8e marathon van Tokio - 2:11.25
- 2011:  marathon van Osaka (3 okt) - 2:14.18